# Kremerata Baltica
Kremerata Baltica es una orquesta de cámara compuesta por jóvenes músicos de los países bálticos (Estonia, Letonia y Lituania) fundada por Gidon Kremer en 1997.

## Carrera musical
El grupo está constituido por 27 músicos seleccionados por Gidon Kremer. Los miembros son todos músicos profesionales o están terminando sus estudios.
El conjunto efectúa unos conciertos denominados Kremerata Musica, en los cuales aparece en formaciones de varias dimensiones. La actividad principal de la Kremerata Baltica es una relativamente densa serie de giras internacionales (cinco o seis al año) que llevan a la orquesta a auditorios como el Musikverein (Viena), el Carnegie Hall (New York), la Philharmonie Gasteig (Múnich), el Théâtre du Châtelet (París), el Palacio de Bellas Artes (Ciudad de México), la Royal Albert Hall (Londres). El conjunto ha participado en diversos festivales internacionales, como el Festival de Salzburgo y los BBC Proms.
El conjunto se caracteriza por la selección del repertorio, que incluye composiciones poco frecuentes, transcripciones y estrenos de compositores contemporáneos, particularmente los del área báltica como Arvo Pärt, Giya Kancheli, Pēteris Vasks, Leonid Desyatnikov, Alexander Raskatov, o Artūrs Maskats.
Aunque en la mayoría de conciertos está dirigida y toca con Gidon Kremer, Kremerata Baltica ha actuado con artistas como la soprano Jessye Norman; los pianistas Martha Argerich, Mijaíl Pletniov, Yevgueni Kisin, Oleg Maisenberg, Daniil Trifonov; los violinistas Thomas Zehetmair, Vadim Repin, Tatiana Grindenko; los violonchelistas Boris Pergamenschikov, Yo-Yo Ma, Mischa Maisky, David Geringas y directores como Sir Simon Rattle, Esa-Pekka Salonen, Christoph Eschenbach, Kent Nagano, Heinz Holliger, Vladimir Ashkenazy o Mirga Gražinytė-Tyla.

## Discografía
Chiaroscuro
Obras de Giya Kancheli
Gidon Kremer, Kremerata Baltica, Patricia Kopatchinskaja
2015, ECM NeSe 2442
New Seasons
Obras de P. Glass, A. Pärt, G. Kancheli, S. Umebayashi,
Gidon Kremer, Kremerata Baltica, Giedre Dirvanauskaite, Andrei Pushkarev, Girls' Choir of Vilnius Choir-Singin School "Liepaites"
2015, Deutsche Grammophon 0289 479 4817
Mieczysław Weinberg
Obras de Mieczysław Weinberg
Gidon Kremer, Kremerata Baltica, Daniil Trifonov, Daniil Grishin, Giedre Dirvanauskaite, Danielis Rubinas
2014, ECM New Series 2368-69
The Art of Instrumentation: Homage to Glenn Gould
Obras de Valentin Silvestrov, Georgs Pelecis, Alexander Raskatov, Alexander Wustin, Carl Vine, Raminta Serksnyte, Giya Kancheli, Leonid Desyatnikov, Victoria Vita Poleva, Stevan Kovacs Tickmayer, Victor Kissine.
Gidon Kremer, Andrei Pushkarev, Dita Krenberga, Justina Gelgotaite, Reinut Tepp, Dzeraldas Bidva, Agne Doveikaite-Rubiniene, Daniil Grishin, Vidas Vekerotas, Giedre Dirvanauskaite, Peteris Cirksis, Kremerata Baltica
2012, Nonesuch Records 528982
Transfigurations
Obras de F. Schubert
Gidon Kremer, Kremerata Baltica
2012, Burleske
De Profundis
Obras de Jean Sibelius, Arvo Pärt, Raminta Šerkšnyte, Robert Schumann, Michael Nyman, Franz Schubert, Stevan Kovacs Tickmayer, Dmitri Shostakovich, Lera Auerbach, Astor Piazzolla, Georgs Pelecis, y Alfred Schnittke
Gidon Kremer, Kremerata Baltica
2010, Nonesuch Records 287228
Hymns and Prayers
Obras de Stevan Kovacs Tickmayer, César Franck y Giya Kancheli
Gidon Kremer, Roman Kofman, Khatia Buniatishvili, Andrei Pushkarev, Marija Nemanyte, Maxim Rysanov, Giedre Dirvanauskaite, Sofia Altunashvili, Kremerata Baltica
2010, ECM 2161
Mozart: Piano Concertos 20 & 27
Obras de Wolfgang Amadeus Mozart
Evgeny Kissin, Kremerata Baltica
2010, EMI 26645
Mozart: The Complete Violin Concertos
Obras de Wolfgang Amadeus Mozart
Gidon Kremer, Kremerata Baltica
2009, Nonesuch Records 512789
Gustav Mahler/Dmitri Shostakovich
G. Mahler/D. Shostakovich
Gidon Kremer, Yulia Korpacheva, Fedor Kuznetsov, Kremerata Baltica
2007, ECM 8372024
Shostakovich
Obras de D. Shostakovich
Gidon Kremer, Yuri Bashmet, Kremerata Baltica
2006, Deutsche Grammophon 477 619-6
Lollipops/Georgs Pelecis
Obras de F. Schubert, J. S. Bach, S. Gubaidulina, F. Mendelssohn, W. A. Mozart, R. Schumann, B. Bartok, D. Schostakowitsch, A. Piazzolla, J. Mandel, V. Reinfeldt, G. Miller, G. Pelecis
Gidon Kremer, Kremerata Baltica
2006, Burleske
String Quartet in G Major
Obra de F. Schubert (arr. V. Kissine)
Gidon Kremer, Kremerata Baltica
2005, ECM 8371883
In l'istesso tempo
Obras de Giya Kancheli
Gidon Kremer, Oleg Maisenberg, Kremerata Baltica, Bridge Ensemble
2005, ECM 8371767
G. Pelecis: Revelation
Obras de G. Pelecis
Gidon Kremer, Kremerata Baltica
2005, Burleske
Kremerland
Obras de F. Liszt, G. Kancheli, S. Dreznin, L. Czishyk, A. Vustin, A. Bakshi, G. Pelecis, Ī. Dunayevsky, W. A. Mozart
Gidon Kremer, Marta Sudraba, Leonids Czishyk, Andrei Pushkarev, Danelius Rubins, Kremerata Baltica
2004, Deutsche Grammophon 474 8012
Russian Seasons
Obras de L. Desyatnikov, A. Raskatov
Gidon Kremer, Julija Korpaceva, Kremerata Baltica
2003, Nonesuch Records 79803
Happy Birthday
Gidon Kremer, Kremerata Baltica
2003, Nonesuch Records 79657
George Enescu
Obras de G. Enescu
Gidon Kremer, Dzeraldas Bidva, Ula Ulijona, Marta Sudraba, Andrius Zlabys, Kremerata Baltica
2002, Nonesuch Records 79682
Tracing Astor
Obras de A. Piazzolla, G. Sollima, L. Desyatnikov, G. Pelecis
Gidon Kremer, Ula Ulijona, Marta Sudraba, Sol Gabetta, Leonid Desyatnikov, Horacio Ferrer, Kremerata Baltica
2001, Nonesuch Records 79601
After Mozart
Obras de W. A. Mozart, A. Raskatov, A. Schnittke, V. Silvestrov
Gidon Kremer, Kremerata Baltica
2001, Nonesuch Records 79633
Silencio
Obras de A. Pärt, P. Glass, V. Martynov
Gidon Kremer, Kremerata Baltica, Tatjana Grindenko, Reinuts Teps, Eri Klas
2000, Nonesuch Records 79582
Eight Seasons
Obras de A. Vivaldi, A. Piazzolla
Gidon Kremer, Kremerata Baltica
2000, Nonesuch Records 79568
Tango Ballet
Obras de A. Piazzolla
Gidon Kremer, Kremerata Baltica, Ula Zebriunaite, Marta Sudraba, Pers Arne Glorvigens, Aloizs Poss, Vadims Saharovs
1999, Teldec 22661
Vasks: Distant Light / Voices
Obras de P. Vasks
Gidon Kremer, Kremerata Baltica
1999, Teldec 22660